# دوره بیست و سوم مجلس شورای ملی
دوره بیست و سوم مجلس شورای ملی در تاریخ ۱۰ شهریور ۱۳۵۰ خورشیدی مطابق با رجب ۱۳۹۱ هجری قمری و اول سپتامبر ۱۹۷۱ میلادی بازگشایی شد. این مجلس در تاریخ ۱۶ شهریور ۱۳۵۴ برابر با سوم ذی الحجه ۱۳۹۵ هجری قمری و هفتم دسامبر ۱۹۷۱ به کار خود پایان داد. این مجلس دارای ۲۶۸ نماینده بوده‌است.